# Les Damiers
Les Damiers (appelés aussi quartier Louis-Blanc) sont un ensemble d'immeubles situés à Courbevoie, construits par les architectes Jacques Binoux, Michel Folliasson, Abro et Henri Kandjian, de 1976 à 1978.

## Historique
À cet endroit se trouvait l'impasse Dupuis, immortalisée en 1971 par le film de Pierre Granier-Deferre, Le Chat, avec Simone Signoret et Jean Gabin.

## Description
Il rassemble au total six-cent-quarante logements répartis dans quatre immeubles, conçus selon un dessin en gradins, comptant au total deux-cent-cinquante logements:
- Damiers d'Anjou, douze étages[3],[4],
- Damiers de Bretagne, douze étages[5],
- Damiers de Champagne, dix-huit étages,
- Damiers du Dauphiné, vingt-trois étages.

## Projet de destruction
Ils sont appelés à être détruits pour laisser place aux tours Hermitage Plaza,.
Toutefois, en 2020, le projet connaît quelques retards dus à l'opposition des derniers habitants, refusant leur expulsion.
En janvier 2021, le Tribunal de proximité de Courbevoie se prononce en ordonnant l'expulsion des derniers habitants des immeubles Anjou, Bretagne et Infra. Cependant, les immeubles Champagne et Dauphiné, tous en copropriété échappent à ce sort.

## Personnes célèbres
- B.B. Jacques (née en 1999), rappeur français, qui y a notamment tourné le clip de son titre "Desertik"[11].